# LGM-118A Peacekeeper
LGM-118A Peacekeeper (pierwotnie znany jako Missile-X oraz MX) – strategiczny, trzystopniowy pocisk balistyczny ICBM na paliwo stałe, przenoszący do 11 głowic typu MIRV z ładunkiem termojądrowym o mocy do 475 kT. Pociski te wprowadzone zostały do uzbrojenia US Air Force w 1986, wycofane zaś ze służby w 2005 roku, chociaż traktat o redukcji zbrojeń strategicznych START II, zakazujący posiadania pocisków ICBM uzbrojonych w wiele głowic MIRV, nie wszedł w życie.
Pociski MX, do momentu wycofania, stanowiły podstawowy i najnowocześniejszy, w pełni rozwinięty, element amerykańskiej strategicznej triady nuklearnej.

## Geneza
Jeszcze w trakcie trwania procesu rozmieszczania pocisków LGM-30 Minuteman III planiści Dowództwa Strategicznych Sił Powietrznych Stanów Zjednoczonych Strategic Air Command (SAC) rozpoczęli badania nad pozyskaniem pocisków ICBM trzeciej generacji. Celem prac było opracowanie najbardziej zaawansowanego pocisku, zapewniającego zwiększony zasięg, zdolność do przenoszenia wielu głowic oraz „punktową” dokładność ataku (pinpoint accuracy). Nad pracami ciążyło jednak kilka problemów. Pierwszym z nich był wzrost celności radzieckich pocisków ICBM, co spowodowało w Stanach Zjednoczonych żywą dyskusję nad zdolnością umieszczonego w stałych silosach arsenału amerykańskiego do przetrwania pierwszego uderzenia jądrowego ze strony ZSRR i najlepszych metodach bazowania pocisków trzeciej generacji. Te dyskusje nie zmniejszały jednak wysiłku SAC do opracowania nowego pocisku: Missile-X (MX)
Poszukiwania nowego systemu mającego zastąpić pociski Minuteman rozpoczęły się w 1971. SAC było zdania, iż technologia pocisków Minuteman jest już przestarzała i dążyło do zastąpienia ich nowymi pociskami, wykorzystującymi najbardziej zaawansowane technologie. Najistotniejszymi elementami wymagań Dowództwa były zwiększony zasięg, lepsza celność oraz możliwość przenoszenia wielu głowic niezależnie wcelowywanych (Multiple Independent Reentry Vehicles MIRV). Proces opracowania nowego pocisku rozpoczął się 4 kwietnia 1972, kiedy Dowództwo Sił Powietrznych przydzieliło mu nazwę „Missile-X” oraz uczyniło organizację Space and Missile Systems Organization (SAMSO) odpowiedzialną za jego rozwój. Pierwszą zaś przeszkodą do pokonania było rozstrzygnięcie, czy nowy system umieścić w utwardzonych silosach, czy też w systemach mobilnych.

### Silosy czy system mobilny
Ulepszenie radzieckich jądrowych sił strategicznych i zwiększenie ich celności spowodowało poważne zaniepokojenie zdolnością bazujących w podziemnych silosach amerykańskich ICBM do przetrwania pierwszego ataku. Proponowanym rozwiązaniem było utwardzenie silosów oraz system mobilnego bazowania. W 1973 roku SAC zgłosiło jednak swoje zastrzeżenia do koncepcji systemu mobilnego, zwracając uwagę na bardzo wysokie koszty takiego systemu, niską celność oraz niski czas reakcji. W międzyczasie w środowisku związanym z obronnością toczyła się debata, w której rozważano każdy z tych dwóch wariantów. Jako jedno z możliwych rozwiązań wskazywano powietrzny system mobilny i już 24 października 1974 roku z sukcesem przeprowadzono test tej koncepcji, wystrzeliwując pocisk Minuteman I z samolotu transportowego C-5A Galaxy. Miesiąc później sekretarz obrony USA, pod naciskiem politycznym rozwiązania problemu bazowania i utworzenia ekonomicznego systemu rakietowego, zmienił plany w zakresie osiągnięcia przez nowy system wstępnej gotowości operacyjnej (IOC), opóźniając założone osiągnięcie IOC przez system MX z roku 1983 na 1985. W tym samym czasie rozpoczęto studia nad możliwością wspólnego rozwoju pocisków MX i Trident. Jak wskazywali naukowcy z MIT, w razie braku wzmocnienia silosów do wytrzymałości na ciśnienie rzędu 20000 psi, pojedyncza sowiecka głowica o mocy 25 megaton zdolna będzie do zniszczenia 7-8 pocisków amerykańskich. W lipcu 1976 roku, zaniepokojony wrażliwością bazujących w silosach pocisków na sowiecki atak ICBM, Kongres odmówił środków finansowych na tego rodzaju systemy; podobny los spotkał także projekty pocisków bazowania powietrznego, przy czym Kapitol zalecił uczynienie możliwym bazowanie pocisków w bunkrach lub specjalnych schronach.

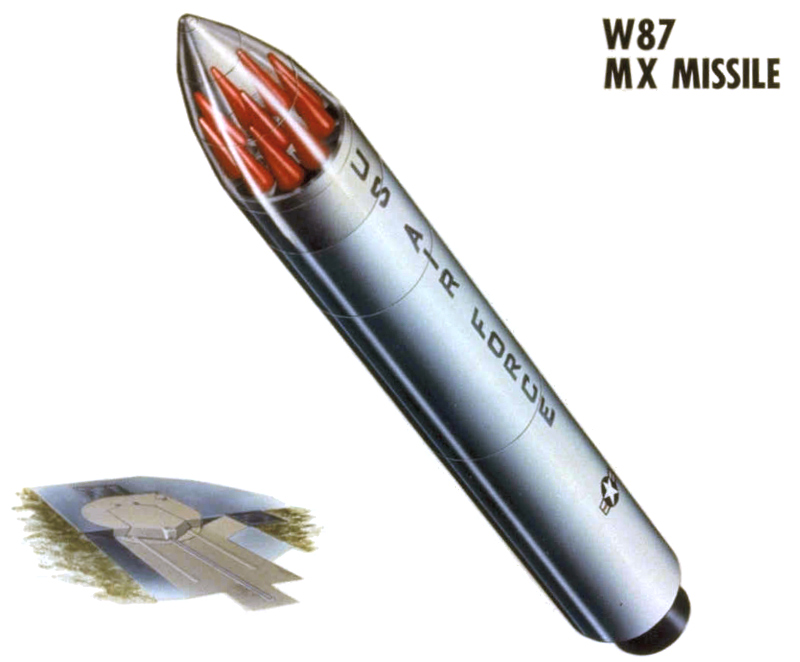
Modelowy układ rozmieszczenia modułów Peacekeepera. Widoczne są poszczególne stopnie napędowe, umieszczone w post-boost vehicle głowice Mk 21 oraz powierzchnia silosu.

Różnorakie kręgi związane z obronnością przeanalizowały blisko 40 możliwych rozwiązań, zanim 12 czerwca 1979 prezydent Jimmy Carter podjął decyzję o skierowaniu wstępnego projektu do pełnoskalowych prac rozwojowych. Na mocy decyzji prezydenta podstawowym sposobem stacjonowania pocisków zostały wielokrotnie chronione schrony poziome. Prace nad nowym system ruszyły pełną parą 14 września 1979. Ze wszystkich rozważanych koncepcji ochrony pocisków prawdopodobnie najgłębiej idącą była koncepcja bazowania w pociągach, znajdujących się w labiryncie tuneli podskalnych, umieszczonych na tyle głęboko, aby zapewniały odporność na bezpośrednie uderzenia nawet silnych bomb jądrowych. Po ataku tunele miały być przewiercane, a pociski po wyjeździe na zewnątrz odpalane z powierzchni.
W latach osiemdziesiątych rozpoczęto konstruowanie składów kolejowych, niezbędnych do rozmieszczenia pocisków MX. W oryginalnej koncepcji schronów poziomych pociski miały być transportowane w zintegrowanej ze schronami sieci kolejowej na wagonach, zawierających wznoszące się do pionu wyrzutnie typu TEL. W celu zwiększenia prawdopodobieństwa przetrwania, założono także kursowanie w sieci fałszywych składów, mających pozorować składy bojowe. Wszczęto już prace konstrukcyjne nad stacjami bazowymi, kiedy cały program został anulowany przez następną administrację.

### Peacekeeper
2 października 1981 roku prezydent Ronald Reagan zażądał szybszego rozmieszczenia nowych pocisków i anulował program poziomych schronów oraz wsparł koncepcję rozmieszczenia ograniczonej liczby pocisków w super utwardzonych silosach pocisków Titan II oraz Minuteman. Doprecyzował tę koncepcję 22 listopada 1982 roku, ogłaszając program Closely Spaced Basing jako ostateczne rozwiązanie problemu bazowania MX-ów. Jednocześnie ujawnił swoją wolę zmiany nazwy pocisku na Peacekeeper. Kongres, który w marcu 1982 roku. odmówił środków na przejściowe bazowanie nowych pocisków w silosach Minuteman, nie zdecydował się także na Closely Spaced Basing oraz nie zatwierdził budżetu na Peacekeepera. Stwierdził także, iż Administracja powinna przygotować kompleksową ocenę techniczną ICBM i alternatyw bazowania. Raport taki, przygotowany przez Komisję Generała Brenta Scowcrofta, został przedstawiony 6 marca 1983. Raport ten zawierał koncepcję pilnego opracowania lekkich, jednogłowicowych pocisków ICBM, w międzyczasie zaś ograniczone wprowadzenie do Sił Powietrznych 100 pocisków Peacekeeper. Raport przedstawił też możliwe alternatywy rozwiązań wraz z zaleceniami, które spotkały się z aprobatą zarówno Prezydenta, jak i Kapitolu. 10 sierpnia 1983 roku sekretarz obrony nakazał rozmieszczenie 100 nowych pocisków w silosach Minuteman w bazie Sił Powietrznych Warren AFB w stanie Wyoming oraz rozpoczęcie prac nad małymi, jednogłowicowymi pociskami ICBM.

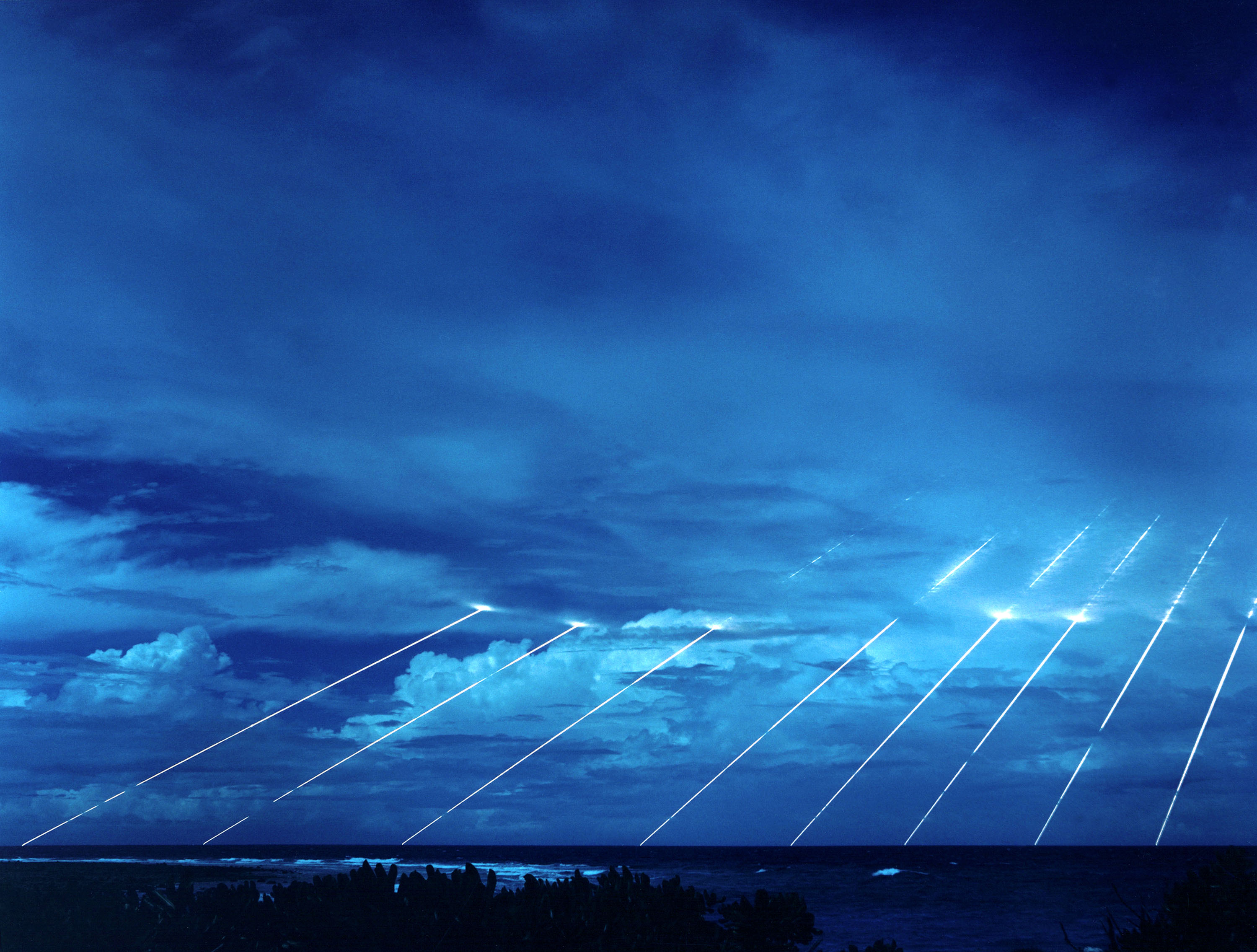
Uderzenie nieuzbrojonych głowic pocisku Peacekeeper w Kwajalein w trakcie testu

Pierwszy lot testowy nowego pocisku Peacekeeper odbył się 17 czerwca 1983. Z bazy Vandenberg AFB w Kalifornii pocisk przeleciał 6704 km, po czym zrzucił sześć nieuzbrojonych głowic na planowany cel na polu testowym w Kwajalein na Pacyfiku.

## Charakterystyka

### Pocisk
Głównym producentem systemu był Boeing, za testy systemu odpowiedzialny był Martin Marietta (aktualnie Lockheed Martin) oraz Denver Aerospace. Pocisk miał długość 21,8 metra, średnicę 2,3 metra, wagę 87,75 tony łącznie z pełnym wyposażeniem w 10 głowic MIRV: Avco MK 21. Przy prędkości wypalenia (velocity burnout) 24 000 km/h maksymalny zasięg pocisku wynosił 9661,88 km. Czterostopniowy pocisk rozpędzany był trzema silnikami na paliwo stałe: Thiokol SR118, Aerojet SR119 i Hercules SR12.
Peacekeeper był czterostopniowym pociskiem, składającym się z trzech głównych sekcji:
- boost systemu (BS), czyli głównego systemu napędowego pocisku, rozpędzającego pocisk i wynoszącego go do warstwy egzoatmosferycznej atmosfery ziemskiej;
- post-boost vehicle (PBV) – czwartego członu pocisku, zawierającego głowice, który wyprowadzał je na właściwą trajektorię i dokonywał odpalenia;
- re-entry system (RS), czyli moduł mieszczący głowice bojowe.

Boost system składał się z trzech stopni napędowych wynoszących pocisk w przestrzeń. Stopnie te umieszczone były jeden na drugim i odpalane kolejno, po wyczerpaniu paliwa i zakończeniu pracy poprzednika. Pierwszy stopień o długości 8,53 m i wadze 45.360 kg wynosił pocisk na wysokość 23.774,40 metrów. Dysza pierwszego stopnia napędowego była ruchoma, jej położenie zmieniane było za pomocą systemu hydraulicznego, zasilanego gorącym gazem napędzanym turbiną. Silnik drugiego stopnia o długości 5,48 m i wadze 25.200 kg wynosił pocisk na wysokość 57.912 m. Silnik trzeciego stopnia natomiast, o długości 2,43 m i wadze 7140 kg, ostatecznie wynosił pocisk do pułapu 213.360 metrów, gdzie post-booster czwartego stopnia o wadze 1363 kg i długości 1,21 m dokonywał manewrów w celu precyzyjnego ulokowania głowic MIRV na zadanych trajektoriach balistycznych. Napędzany silnikiem Rocketdyne (aktualnie Pratt & Whitney) na paliwo ciekłe w postaci hydrazyny i tetratlenku diazotu. Wszystkie stopnie napędowe znajdowały się w 49 obudowach kevlarowych. Najwyżej położonym elementem Peacekeepera był re-entry system, zawierający urządzenia służące rozlokowaniu głowic na właściwych trajektoriach oraz 10 stożkowatych głowic, chronionych osłoną, na zewnątrz której znajdowała pokrywa czołowa z małym silnikiem rakietowym, mającym na celu oddzielenie jej od modułu rozmieszczającego głowice. Ten ostatni zawierał zespół urządzeń elektronicznych, niezbędnych do aktywacji i sekwencyjnego rozmieszczenia głowic (re-entry vehicles).
Bezwładnościowy układ naprowadzania Advanced Inertial Reference Sphere (AIRS) oraz Missile Electronics and Computer Assembly (MECA) znajdował się w post-boosterze, skąd za pomocą połączeń światłowodowych komendy naprowadzania przekazywane były do poszczególnych stopni napędowych.

### Głowice

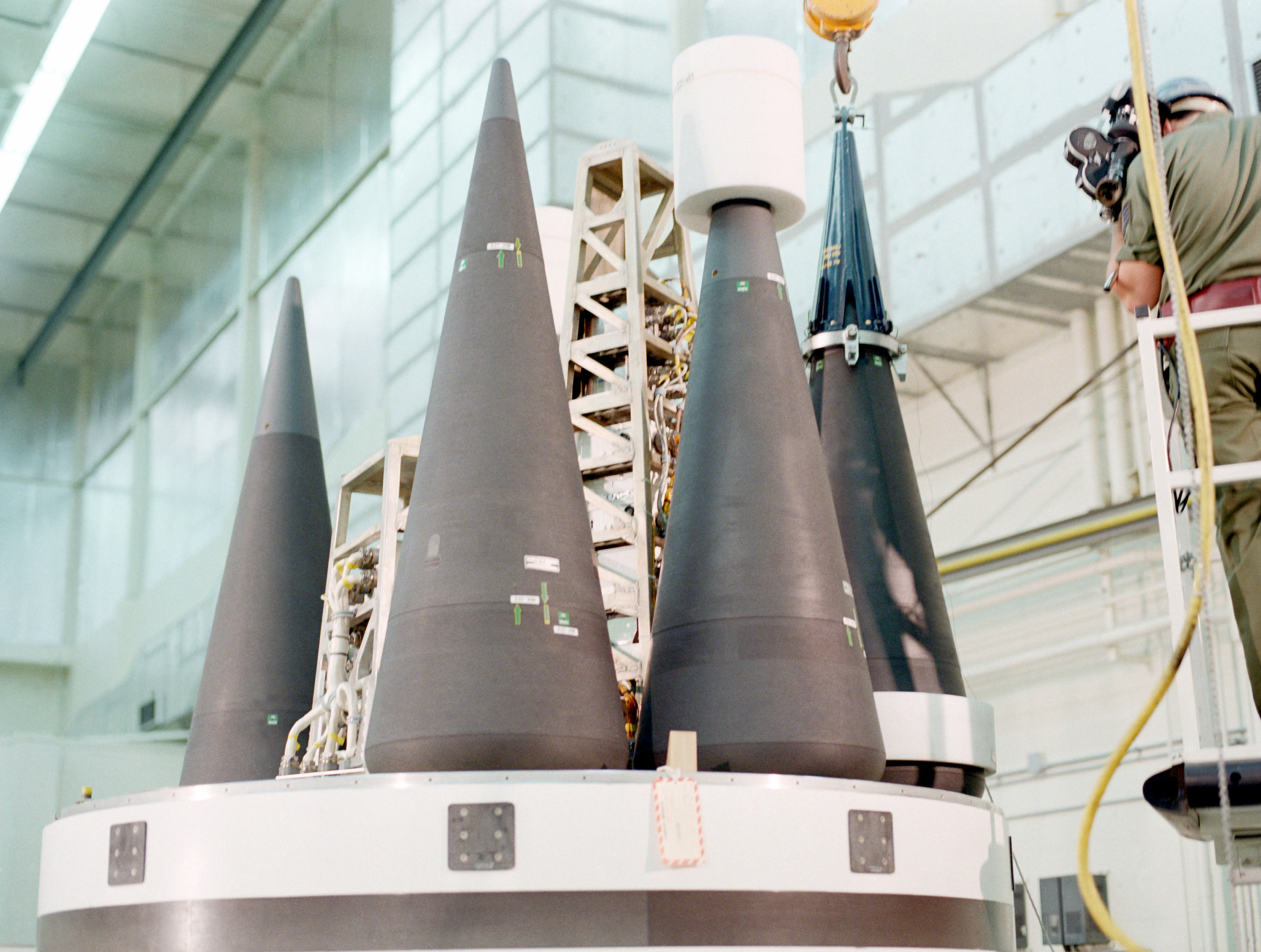
Głowice MK 21 w post-boost vehicle

Pierwotnie pocisk uzbrojony był w 11 dwustopniowych głowic termojądrowych MIRV W87-0/Mk-21 o mocy 300 kiloton, z możliwością jej podniesienia do 475 kT przez dodanie do drugiego stopnia ładunku pierścienia ze wzbogaconego uranu. Na skutek jednak układów o kontroli zbrojeń, liczbę przenoszonych przez pocisk głowic zmniejszono do dziesięciu. Wskaźnik celności CEP tych głowic wynosi 400 stóp (ok. 130 m). Technicznie, Peacekeeper przystosowany był także do przenoszenia dwunastu odmiennych głowic MIRV Mark 12A, jednakże pociski operacyjne załadowane były wyłącznie dziesięcioma Mark 21
W trakcie konstrukcji tych głowic musiano pokonać wiele problemów technicznych, związanych przede wszystkim z ekstremalnymi warunkami, w jakich znajduje się głowica w trakcie ich przedzierania się przez gęste warstwy atmosfery po powrocie z egzosfery, a przy tym z koniecznością zachowania właściwej celności. W procesie konstrukcyjnym przeprowadzono intensywny program badań, obejmujący m.in. testy wstrząsowe, badania materiałoznawcze, badania w tunelu hiperdźwiękowym, badania balistyczne, badania stożka balistycznego w locie balistycznym i wiele innych. Głowice pokryte są materiałem ułatwiającym im przelot przez atmosferę oraz są mechanicznie połączone z modułem rozmieszczającym. Rozmieszczenie następowało przez wypchnięcie gazem uzyskanym ze spalanego ładunku pędnego, co pozwalało na opuszczenie przez nie modułu rozmieszczającego przy minimalnym wstrząsie i ich podróż przez atmosferę ku celom.
Głowica Mk 21, powracając do atmosfery, leci z prędkością ponad 20 Ma w temperaturze 8300 °C. W rzeczywistości głowica o specjalnej powierzchni nie rozgrzewa się do tej temperatury, bowiem proces chłodzenia ablacyjnego i ogromna fala uderzeniowa atmosfery rozprasza ok. 90% tej energii, pozwalając przetrwać głowicy i jej układom wewnętrznym. Powracająca do atmosfery głowica jest też hamowana z olbrzymią siłą przeciążenia, przekraczającą 50G.

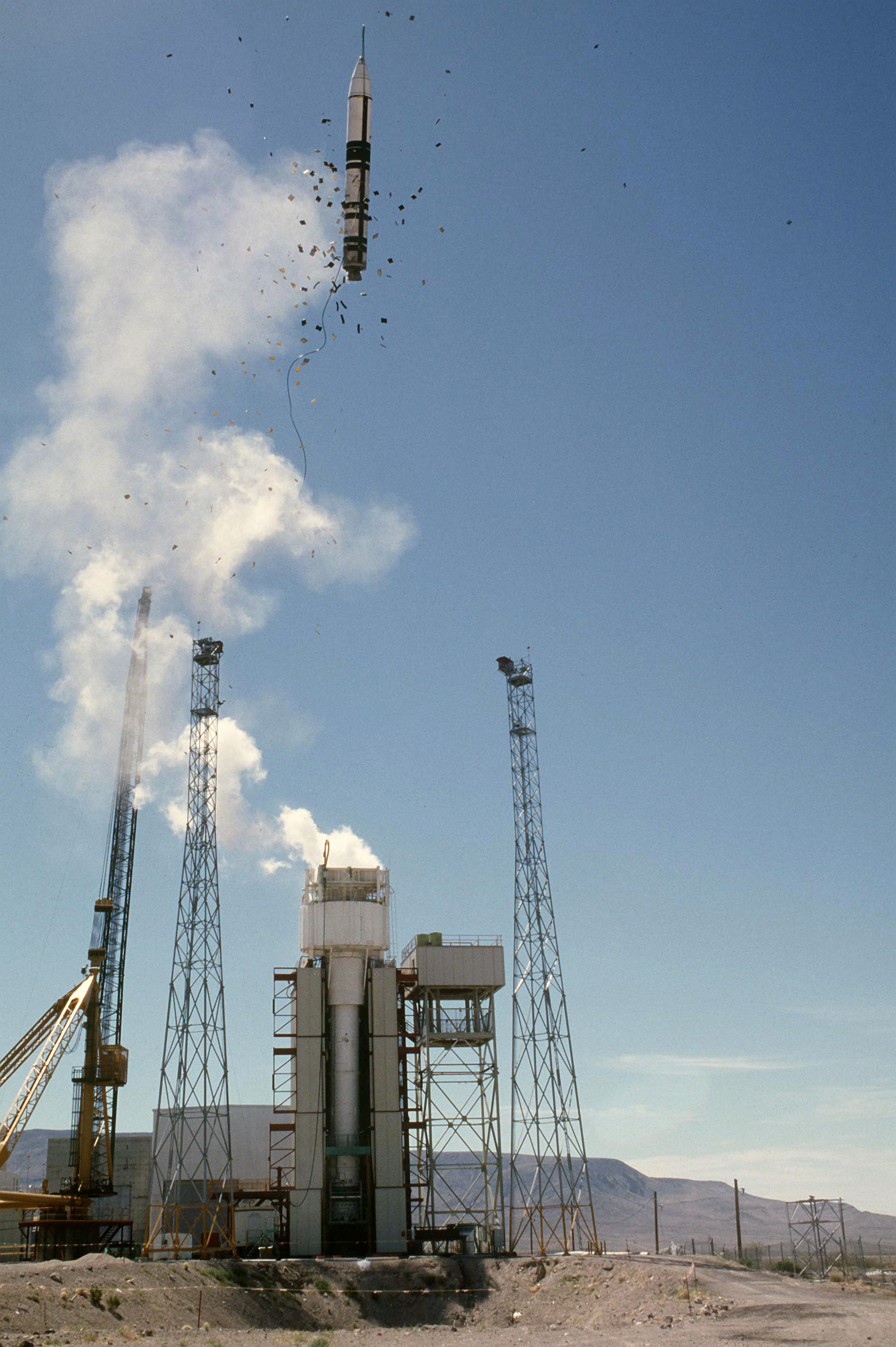
Zimny start Peacekeepera

Po wycofaniu Peacekeepera z użytku operacyjnego, głowice Mark 21 znalazły zastosowanie w modernizowanych pociskach Minuteman III oraz SLBM Trident II D5, które przenoszą po jednej głowicy tego typu.

### Zimny start
W przeciwieństwie do pocisków Minuteman III i wszystkich wcześniejszych pocisków ICBM, Peacekeeper nie startował w silosie, lecz przez tzw. zimny start. Pocisk nie był umieszczony bezpośrednio w silosie, lecz w pojemniku startowym, wyposażonym w system Launch Ejection Gas Generator (LEGG). Podobnie jak w zainstalowanych na okrętach podwodnych pociskach SLBM, za pomocą gazów spalinowych z ładunku system wyrzuca pocisk z pojemnika i silosu na wysokość ok. 24 m, po czym następuje zapłon silnika rakietowego I stopnia.